# Cat Bi Lufthavn
 Denne artikel bør gennemlæses af en person med fagkendskab for at sikre den faglige korrekthed.

Ca Mau Lufthavn (IATA: HPH, ICAO: VVCI) (vietnamesisk: Cảng hàng không quốc tế Cát Bi) ligger i Hai Phong, Vietnam.
Lufthavnen ligger 5 km fra byens centrum. Den blev bygget af franske kolonister i 1933. Under Vietnamkrigen fungerede den som luftbase. Den betjente 1,7 millioner passagerer i 2016. Det er den næstvigtigste lufthavn i det nordlige Vietnam.

## Selskaber og destinationer
Daglige afgange:
- Jetstar Pacific Airlines: Ho Chi Minh byen, Đồng Hới, Da Nang
- Sichuan Airlines: Guangzhou
- Vietnam Airlines: Da Nang, Ho Chi Minh byen, Nha Trang
- Thai VietJet Air: Bangkok-Suvarnabhumi
- VietJet Air: Ho Chi Minh byen, Da Nang, Nha Trang, Pleiku, Phú Quốc, Da Lat, Buon Ma Thuot, Seoul-Incheon